# 죽대
죽대(문화어: 큰대잎둥굴레)는 비짜루과(아스파라거스과)의 여러해살이풀로 ‘홀둥굴레’라고도 하며, 학명은 Polygonatum lasianthum이다.

## 분포
한국 남부 지역과 일본에만 분포한다.

## 특징
높이는 30-50cm이며 뿌리줄기가 둥굴레처럼 굵고, 옆으로 뻗지만 잔뿌리가 많다. 줄기는 곧게 서나 뒷부분이 옆으로 비스듬히 뻗고 세로줄이 있다. 잎은 2줄로 어긋나기하며 길이 5–13 cm, 나비 2-5.5cm의 장타원형 바소꼴로 가장자리가 밋밋하다. 표면은 녹색이지만 뒷면은 회백색이고, 줄기 윗부분으로 올라갈수록 잎이 작아진다 꽃은 5-6월에 녹백색으로 피며, 잎겨드랑이에서 1-2개씩 달린다. 꽃부리는 길이 2-2.5cm의 원통형이고, 끝이 6개로 갈라진다. 6개의 수술과 1개의 암술이 있으며, 수술대에 털이 있다. 열매는 장과(漿果)로 구형이며, 검은 하늘색으로 익는다.

## 이용
어린잎과 줄기는 식용하며, 뿌리줄기는 한방에서 황정(黃精)이라고 하여 약재로 쓴다. 오랫동안 복용하면 경신(輕身) · 주안(駐顔) · 불로(不老) · 불기(不飢)하고, 근(根) · 경(莖) · 화(花) · 실(實)을 모두 복용(服用)할 수 있다. 물에 담가서 쓴 물을 우려내어 버리고 구증(九蒸) · 구폭(九曝)하여 먹는다. 또는 그늘에 말려서 가루로 만들어 맑은 물로 조복(調服)하되 가리는 것은 매실(梅實)을 피해야 한다.